# Knihovní fond
Knihovní fond je uspořádaný souhrn všech dokumentů (knihovních jednotek), které knihovna zpřístupňuje svým čtenářům. Mezi základní vlastnosti patří jeho cílené vytváření, průběžné doplňování, odborné zpracování a optimální uložení. Knihovní fond je stěžejním nástrojem pro poskytování veřejných knihovnických a informačních služeb. Skládá se nejen z tištěných knih a časopisů, ale také zahrnuje elektronické informační zdroje, zvukové a audiovizuální dokumenty a další typy dokumentů (např. společenské hry, edukační pomůcky). Složením fond obsahuje beletrii, naučnou literaturu, regionální literaturu a neknižní materiály.

## Metodický pokyn
Dle metodického pokynu Ministerstva kultury by měl knihovní fond respektovat:
- složení obyvatel obce, zejména věkovou a vzdělanostní strukturu
- zvláštní podmínky v místě, například působnost škol a dalších vzdělávacích institucí, průmyslových podniků, míru turistického ruchu, spádovost obce, národnostní složení apod.
- potřeby stávajících, případně potenciálních cílových skupin uživatelů
- aktuální požadavky uživatelů
- kvalitu, aktuálnost a rozsah stávajícího knihovního fondu
- služby a fondy knihoven v blízkém okolí v návaznosti na vlastní priority,
- zapojení knihovny do systému regionálních funkcí, zejména intenzitu využívání výměnného fondu.

## Knihovní zákon
Zákon o knihovnách a podmínkách provozování veřejných knihovnických a informačních služeb (knihovní zákon) definuje definuje podmínky pro vyřazování dokumentů z knihovního fondu a také povinnost provozovatele k zajištění ochrany fondu. S tou souvisí také nutnost provádění revize na základě velikosti knihovního fondu:
- jednou za 5 let, pokud knihovní fond nepřesahuje 100 000 knihovních dokumentů

- jednou za 10 let v rozmezí 100 000 – 200 000 knihovních dokumentů
- jednou za 15 let pokud v rozmezí 200 000 – 1 000 000 knihovních dokumentů
- postupná revize (každý rok nejméně v rozsahu 5 % z celkového počtu knihovních dokumentů) v rozmení1 000 000 – 3 000 000 knihovních dokumentů
- minimálně 200 000 knihovních dokumentů ročně v případě knihovního fondu většího než 3 000 000 knihovních dokumentů[3]